# Paraleptophlebia gregalis
Paraleptophlebia gregalis är en dagsländeart som först beskrevs av Eaton 1884.  Paraleptophlebia gregalis ingår i släktet Paraleptophlebia och familjen starrdagsländor. Inga underarter finns listade i Catalogue of Life.